# Temesvári egyházmegye
A Temesvári egyházmegye (latinul: Dioecesis Timisoarensis, románul: Dieceza Romano-Catolică de Timişoara,  németül: Bistum Temeschburg, horvátul: Temišvarska biskupija, szlovénül: Temišvarska škofija) vagy Temesvári püspökség katolikus egyházmegye Romániában, Temesvár központtal. 1930-ban jött létre a volt temesvári székhelyű Csanádi püspökség három részre szakadtával (Temesvári, Szeged-Csanádi és Nagybecskereki). Az egyházmegye a Bukaresti főegyházmegye szuffragán egyházmegyéje.
2007-ben 24 755 km²-es területén 1 500 000 lakos, köztük 160 000 katolikus hívő élt. 73 plébániáját 85 egyházmegyés pap és 7 szerzetespap látta el; 1 nevelőintézetet és 25 karitatív intézetet tartott fenn.
A temesvári katolikus egyházmegyében a hívők többsége magyar anyanyelvű, ennek ellenére a liturgikus magyar nyelv nem törvényes, a vegyes nyelvű miséket a Szentszék tiltja.[forrás?]

## Terület

### Szomszédos egyházmegyék
- Belgrádi főegyházmegye (délnyugat)
- Nagybecskereki egyházmegye (nyugat)
- Szeged-Csanádi egyházmegye (északnyugat)
- Nagyváradi római katolikus egyházmegye (észak)
- Gyulafehérvári főegyházmegye (északkelet)
- Bukaresti főegyházmegye (kelet)

## Történelem
A trianoni békeszerződés eredményeként a Csanádi püspökség területének 61%-a (24 963 km²-en 154 plébánia és 503 212 hívő) a püspöki székhellyel, Temesvárral együtt Romániához került. 1923. március 12-én apostoli kormányzóságot hoztak létre Temesváron. 1925-ben egy határkiigazítás során Módos és Párdány a Szerb-Horvát-Szlovén Királysághoz került, Zsombolya pedig Romániához. 1927. május 10-én írták alá és 1929. július 7-én lépett életbe az a konkordátum, amely rendezte a katolikus egyház jogállását Romániában.
1930. június 5-én vált önálló egyházmegyévé a csanádi püspökség Romániához csatolt része. A püspök a román püspöki kar tagja lett. Első megyés püspökét, Pacha Ágostont november 29-én iktatták be; ő szervezte meg az új egyházmegyét, melynek keretében 8 főesperességet és 16 esperességet hozott létre. Ő szentelte fel a Banatiát, a Glattfelder Gyula által kezdeményezett német iskolaközpontot. Az 1930-as években a fasizmus szele Bánságot is elérte: a magyar egyházi oktatást betiltotta Pacha püspök, 1933-ban vizitációt tett Hitlernél.
1945-ben kezdődött a német nemzetiségű hívek szovjet kényszermunkatáborokba hurcolása. 1948-ban a román kormány felmondta a Szentszékkel kötött konkordátumot, és megszüntette az egyházi iskolákat. Az új kultusztörvény értelmében a kormány megszűntnek tekintette a püspökséget, és esperességként kezelte. Ettől kezdve a püspököket titokban szentelték. Az 1950-es évek elejétől visszaérkező elhurcoltakat az egyházmegye segélyállomásokkal támogatta. 1951-től nemzetiségi különbségek nélkül kitelepítették a kuláknak minősített módosabb lakosokat. Az egyházmegye püspökei és papjai közül is sokat elhurcoltak, bebörtönöztek vagy száműzetésbe kényszerítettek.
Pacha Ágoston bebörtönzése (1950), majd halála (1954) után az egyházmegyét ordináriusok irányították. Az 1960-as évektől a német lakosság tömegesen kivándorolt, és sok esetben a plébános is közösségével tartott. 1987-ben még 145 plébánia működött az egyházmegyében, de már csak 100-nak volt plébánosa.
Az 1989-es változások után mintegy 120 000 katolikus hagyta el a területet. Az 1990-ben egyházmegyei rangját visszanyert területet 1990-1991-ben a működőképesség érdekében átszervezték: 3 főesperességet és 8 esperességet hoztak létre, a plébániák számát pedig 71-re csökkentették. 1991-ben a gyulafehérvári Római Katolikus Hittudományi Főiskola levelező tagozatot nyitott Temesváron, ahol hitoktatókat képeznek. 1992-ben alapították meg a magyar és román tanítási nyelvű Gerhardinum Római Katolikus Teológiai Líceumot.

## Szervezet

### Az egyházmegyében szolgálatot teljesítő püspökök
- 1930–1954 Pacha Ágoston (1950-től börtönben)
  - 1950–1951 Plesz József (titkos ordinárius)
  - 1951–1954 Frigyér Iván (titkos ordinárius)
- 1954–1981 Kernweiss Konrád (ordinárius)
- 1981–1983 Hauptmann Ferdinánd (ordinárius)
- 1983–1999 Sebastian Kräuter (apostoli adminisztrátor, 1990-től megyés püspök)
- 1999–2018 Martin Roos[1][2]
- 2018–	Pál József Csaba

### Területi beosztás
- Székesegyházi főesperesség
- Temesi főesperesi kerület
  - Temesvári esperesi kerület. Plébániák: Temesvár I. (Belváros, piarista templom), Temesvár II. (Gyárváros), Temesvár III. (Erzsébetváros), Temesvár IV. (Józsefváros, Notre Dame-zárdatemplom), Temesvár V. (Ferencváros), Temesvár VI. (Újkissoda), Temesvár VII. (Szabadfalu), Bakóvár, Buziás, Újszentes, Orczyfalva, Temesrékás.
  - Csanádi esperesi kerület. Plébániák: Óbéb, Billéd, Gyertyámos, Csanád, Óbessenyő, Zsombolya, Lovrin, Perjámos, Nagyszentmiklós.
  - Dettai esperesi kerület. Plébániák: Berestye, Csák, Detta, Gátalja, Temesmóra, Ótelek.
- Marosi főesperesi kerület
  - Aradi esperesi kerület. Plébániák: Arad-Belváros, Aradgáj, Arad-Mosóczytelep, Arad-Mikelaka, Arad-Séga, Kisjenő, Kisiratos, Nagyiratos, Nagylak, Pécska, Tornya.
  - Vingai esperesi kerület. Plébániák: Újarad, Lippa, Majláthfalva, Temesújfalu, Németszentpéter, Vinga.
  - Pankotai esperesi kerület. Plébániák: Bulcs, Gyorok, Borosjenő, Pankota, Máriaradna, Simonyifalva, Újszentanna, Selénd, Öthalom, Zimándújfalu.
- Hegyvidéki főesperesi kerület
  - Krassói esperesi kerület. Plébániák: Anina, Boksánbánya, Krassóvár, Krassócsörgő, Tiszafa, Szörénybuzás, Kiskrassó, Újmoldova, Oravicabánya, Resicabánya I., Resicabánya II.
  - Szörényi esperesi kerület. Plébániák: Herkulesfürdő, Karánsebes, Facsád, Lugos, Nadrág, Orsova, Nándorhegy, Temesszlatina.[3]